# Осредек (Велике Лаще)
Осредек (словен. Osredek) — поселення в общині Велике Лаще, Осреднєсловенський регіон, Словенія. 
Висота над рівнем моря: 646,2 м.